# Handheld

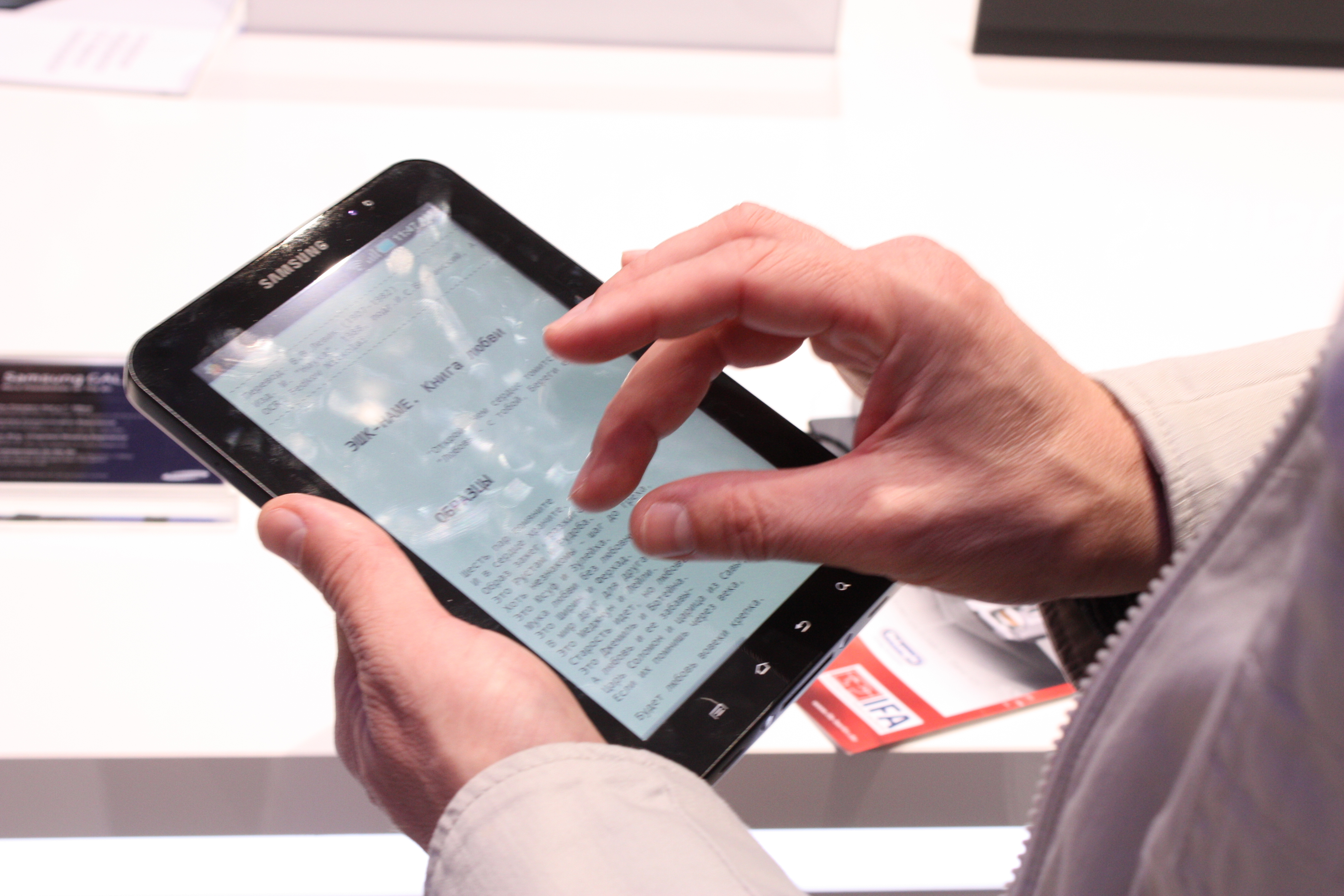
Příklad Handheldu, 2010

Handheld je lehké, malé a přenosné elektronické zařízení s vlastním napájením. Na handheldu mohou běžet různé aplikace, můžete hrát hry anebo sledovat video. Handheld je podmnožina mobilního zařízení. Handheld má svůj název z anglického "držet v ruce".
První rozšířenější handheld byl Gameboy od společnosti Nintendo. 
V březnu 2017 společnost Nintendo vydala konzoli Nintendo Switch, která kombinuje prvky herní konzole a handheldu.
V září 2019 vyšel handheld od společnosti Nintendo "Nintendo Switch Lite". Jedná se o zjednodušenou verzi Nintendo Switch, který vyšel v roce 2017.